# Sit tibi terra levis
«Sit tibi terra levis» — латинское выражение, переводимое как «Пусть земля тебе будет пухом» (или, буквальней, — «…будет легка»). Использовалось у римлян как эпитафия, часто представленная заглавными первыми буквами: S·T·T·L. Довольно поэтическая форма мысли о массе земли, сдавливающей тело погребенного. Напрямую обращена к покойнику, выражая идею трансцендентности.
Существовали варианты: T·L·S («Terra levis sit», «Да будет земля пухом») или S·E·T·L («Sit ei terra levis», «Пусть сему земля будет пухом»).
Эквивалентна современным христианским выражениям «Requiescat in pace» (R. I. P.), то есть по-русски, «Почиет с миром» или «Да упокоится с миром».